# Трутко Іван Іванович
Трутко Іван Іванович (Білорусь  — † 22 вересня 1941 року, Бодаква)  — радянський воєначальник білоруського походження
, 
генерал-майор з 1940 року
, 
заступник командувача по тилу 
26 армії Південно-Західного фронту.

Братська могила І. І. Трутка та інших, пам'ятник жителям Бодакви, що загинули у Другій світовій війні.

У 1941 році під час виходу з оточення, в яке потрапили війська Південно-Західного фронту у результаті битви за Київ, нечисленна  група військових, до якої входив й генерал Трутко, натрапила  біля села Бодаква на німецький патруль. Під час перестрілки генерала було поранено. Місцеві жителі підібрали генерала, але врятувати його не вдалося. Генерала разом з іншимо вояками було поховано у Бодакві у братській могилі. Школа Бодакви носить носить ім'я Трутка з 1965 року.